# Franciszek Weinreich
Franciszek Weinreich (ur. 5 lipca 1762 na Warmii, zm. 20 kwietnia 1829 w Chełmnie), polski duchowny katolicki, członek zgromadzenia księży misjonarzy, wieloletni rektor seminarium duchownego w Chełmnie.
W latach 1775–1779 kształcił się w kolegium jezuickim w Reszlu, następnie 4 marca 1779 wstąpił do zgromadzenia księży misjonarzy w Warszawie. Tamże odbył studia teologiczne. 5 marca 1781 złożył śluby zakonne, w 1785 przyjął święcenia kapłańskie. Do dalszej pracy skierowany został do Akademii Chełmińskiej, w której do 1804 wykładał kilka przedmiotów – filozofię, geografię, fizykę, geometrię. W 1800 powierzono mu obowiązki rektora seminarium duchownego w Chełmnie; funkcję pełnił do końca życia, okazując się ostatnim rektorem tego seminarium. Był też m.in. superiorem misjonarzy w Chełmnie (od 1802), proboszczem miejscowego kościoła farnego, komendarzem szynyskim i fiszawskim, wicedziekanem (od 1811) i dziekanem (od 1821) chełmińskim. Ponadto pełnił funkcję prowizora szkoły chełmińskiej (1802–1809) i zasiadał w dozorze szkoły wydziałowej. 
Cieszył się opinią wzorowego pedagoga, a Jan Kanty Grodzki, profesor geometrii, który miał okazję współpracować z ks. Weinreichem w Akademii Chełmińskiej, uważał go za jedną z najwybitniejszych współczesnych osobistości miasta. O zaangażowaniu Weinreicha świadczy też fakt rezygnacji – po zaledwie dwóch latach od uzyskania nominacji – z godności kanonika kapituły chełmińskiej (1825) na rzecz pracy pedagogicznej. Zgłosił projekt utworzenia w Chełmnie kolegium w celu kształcenia nauczycieli katolickich szkół ludowych. W 1825 przyjął obowiązki egzaminatora prosynodalnego.
W kwidzyńskiej drukarni Kantera ogłosił dwa dzieła – Kazanie na pogrzebie ks. Iwona Onufrego Rogowskiego sufragana i archidiakona katedry chełmińskiej, miane w kościele katedralnym w Chełmży dnia 30 stycznia 1806 roku (1806) oraz przekład z języka niemieckiego Wybór modlitw (1803).